# Église rupestre de Cadalso
L'église rupestre de Cadalso (en espagnol : Iglesia rupestre de Cadalso), aussi connue sous le nom d'église [rupestre] Notre-Dame du Mont-Carmel (en espagnol : Iglesia [rupestre] de la Virgen del Carmen) est une petite église rupestre d'origine wisigothique située dans le hameau de Cadalso, près de Valderredible, en Cantabrie.
La caractéristique de l'église, creusée dans la roche entre le VIIe et le Xe siècle, est sa forme rectangulaire à une seule nef, couverte d'une voûte en berceau.
Elle est déclarée Bien de Interés Cultural en 1983.